# انتباذ بطاني رحمي صدري
انتباذ بطاني رحمي صدري (بالإنجليزية: Thoracic endometriosis)‏ هو شكلٌ نادرٌ من الانتباذ البطاني الرحمي، حيثُ يُعثر فيه على نسيجٍ يشبه بطانة الرحم في النسيج الحشوية للرئة أو/و غشاء الجنب.